# Theobald al III-lea de Blois

Blazonul original al comitatului de Blois.

Theobald al III-lea de Blois (în franceză: Thi(e)baut) (1012–1089) a fost conte de Blois, Meaux și Troyes.
Theobald a avut ca părinți pe Eudes al II-lea, conte de Blois și pe Ermengarde de Auvergne. Printre altele, el a moștenit comitatele de Blois, Tours, Chartres, Chateaudun și Sancerre, iar în Champagne următoarele: Château-Thierry, Provins și St. Florentin. La rândul său, fratele lui Ștefan al II-lea de Troyes a trecut la stăpânirea asupra comitatelor Meaux, Troyes și Vitry-le-François.
Theobald a conspirat împotriva regelui Henric I al Franței. Înfrânt de acesta în 1044, a trebuit să renunțe la comitatul de Tours în schimbul libertății sale. Din acel moment, centrul de putere al casei de Blois s-a mutat în Champagne. În continuare, Theobald a căutat pe căi diplomatice și a reușit să își recâștige influența la curtea regală. Astfel, el a obținut titlul de conte palatin, pe care tatăl său îl folosise anterior. Și-a folosit influența redobândită pentru a prelua controlul asupra posesiunilor din Champagne ale fratelui său Ștefan, care fuseseră moștenite de fiul acestuia Eudes de Champagne, cel care mai târziu se va ralia cauzei lui William Cuceritorul, participând la bătălia de la Hastings, căsătorindu-se cu o soră a lui William și devenind conte de Aumale și de Holderness.
În ce îl privește pe Theobald, acesta a continuat să își consolideze puterea, care a sporit în momentul în care s-a căsătorit cu fiica lui Raoul al II-lea de Valois. Din 1074, el a predat fiului său Ștefan Henric controlul asupra Blois, Chateaudun and Chartres.

## Familie și copii
Cu prima sa soție, Gersenda de Maine, fiica lui Herbert I, conte de Maine, Theobald a avut un copil:
1. Henric, care a adoptat ulterior numele de Ștefan, devenind conte de Blois.

Din a doua sa căsătorie, cea cu Alix de Crepy (sau Adela de Valois), fiica lui Raoul al II-lea de Valois au rezultat trei copii:
1. Philip, care va deveni episcop de Châlons-sur-Marne
2. Eudes (d. 1093), care va moșteni posesiunile din Champagne (Troyes)
3. Hugue, care va deveni primul ce va purta titlul de conte de Champagne